# Gasebeyi (periodiskt vattendrag)
Gasebeyi är ett periodiskt vattendrag i Burundi.   Det ligger i provinsen Rutana, i den centrala delen av landet, 100 kilometer öster om huvudstaden Bujumbura.
Omgivningarna runt Gasebeyi är en mosaik av jordbruksmark och naturlig växtlighet. Runt Gasebeyi är det ganska tätbefolkat, med 100 invånare per kvadratkilometer.